# Арво Аскола
Арво Аскола  (фін. Arvo Askola, 2 грудня 1909 — 23 листопада 1975) — фінський легкоатлет, олімпійський медаліст.

## Виступи на Олімпіадах
| Олімпіада   | Дисципліна           | Місце |
| ----------- | -------------------- | ----- |
| Берлін 1936 | біг на 10 000 метрів | 2     |